# Prikaz

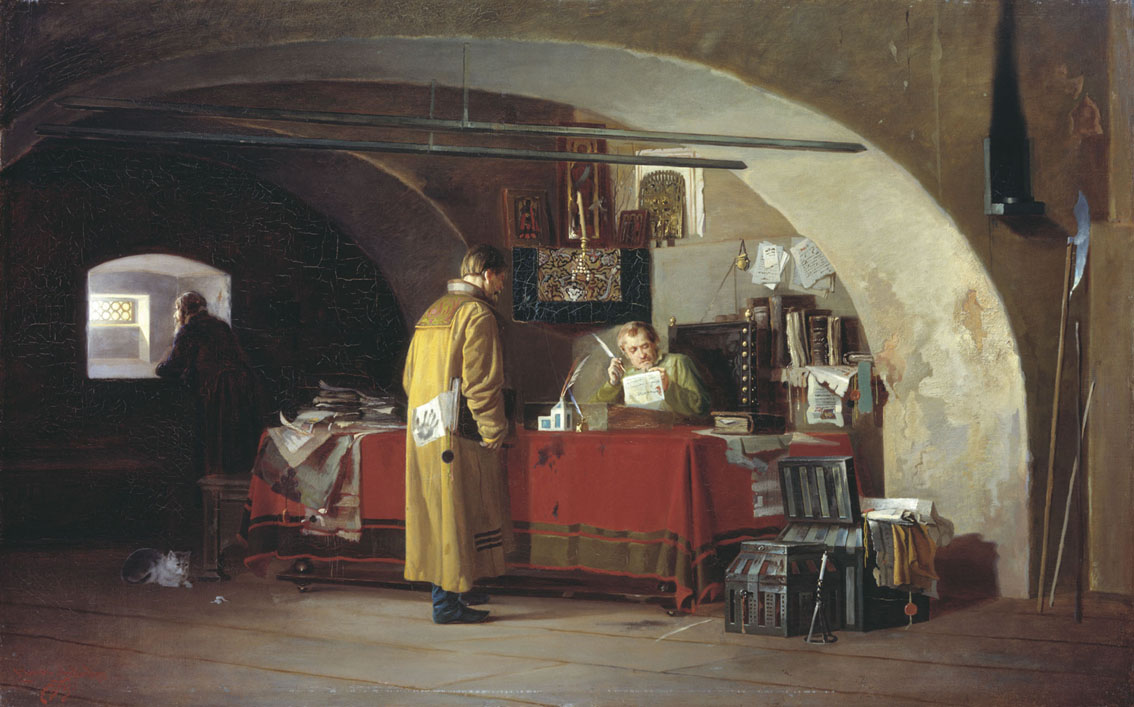
Prikaz en Moscú por Aleksandr Yánov.

Prikaz (en ruso приказ) era una oficina (palacio, civil, militar, o eclesiástica) o judicial en Moscovia y el Imperio ruso en los siglos XV al XVIII. El término es usualmente traducido en ministerio, oficina o departamento. En la actual Rusia este término significa una orden militar o administrativa.
"Prikaz" se refiere también al nombre de los regimientos de los streltsí.